# Hellraiser: Wysłannik piekieł
Hellraiser: Wysłannik piekieł (ang. Hellraiser; inne tłum. Powrót z Piekieł) – brytyjski horror z 1987 roku w reżyserii Clive’a Barkera na podstawie jego własnej noweli Powrót z piekła (The Hellbound Heart).
Sukces Wysłannika piekieł zapoczątkował popularną serię filmową, do dziś składającą się z dziesięciu tytułów. Hellraiser jest jednym z popularniejszych filmów podejmujących tematykę sadomasochizmu.

## Fabuła
Frank Cotton w Maroku kupuje na targu tajemniczą kostkę. Wracając do rodzinnego Londynu zaczyna rozkładać kostkę na strychu, przez co Frank zostaje rozerwany hakami na łańcuchach. Pojawiają się demoniczne postacie w czarnych szatach.
Po jakimś czasie do domu Franka wprowadza się jego brat Larry wraz ze swoją drugą żoną Julią. Odwiedza ich nastoletnia córka Larry'ego, Kirsty, która zdecydowała się na własne mieszkanie. Julia czuje się nieszczęśliwa i tęskni za Frankiem, z którym miała krótki romans po swoim ślubie. Larry idzie do Julii będącej na strychu, gdyż przypadkiem skaleczył dłoń o gwóźdź. Gdy oboje jadą z Julią do lekarza, krople z krwi wnikają w podłogę strychu, która jest bramą do więzienia Franka. Zostaje on przywrócony do życia jako przerażające monstrum przypominające rozkładające się zwłoki.
Na przyjęciu ze znajomymi Julia czuje się niespokojna i instynktownie udaje się na strych, gdzie czeka na nią Frank. Mówi jej że żeby stać się na powrót człowiekiem potrzebuje ofiar. Te zaś postanawia dostarczyć mu znudzona spokojnym życiem Julia wciąż żywiąca do niego uczucia. Po przyjęciu Kirsty wraca ze swym chłopakiem Steve’em, zwierza się, że zdecydowała się na wyprowadzkę z powodu macochy. Śledzi ich tajemniczy włóczęga. Od powrotu do mieszkania Kirsty ma koszmar, w którym widzi martwego Larry'ego. Zaniepokojona dzwoni do niego.
Niedługo potem Julia zaczyna sprowadzać do siebie napotkanych mężczyzn pod pozorem romansu, gdzie zabija ich tylko po to, by służyli Frankowi za pożywienie. Frank pokazuje jej kostkę i wyjaśnia, że zabrała go ona do świata Cenobitów – piekielnego wymiaru, w którym ból i rozkosz są nierozłączne. Frank mówi, że będąc znów człowiekiem umknie Cenobitom i ucieknie wraz z Julią. Sprawy się komplikują, gdy Frank chce wymusić na Julii zabicie Larry’ego, który dostrzega jej dziwne zachowanie.
Kirsty pracująca w sklepie zoologicznym widzi w szoku, jak włóczęga ze smakiem zajada się insektami. Gdy odwiedza ją Steve, włóczęga znika. Larry w chińskiej restauracji zwierza się ze swych wątpliwości Kirsty i sugeruje, by z nią porozmawiała. Kirsty idąc do domu widzi, jak Julia prowadzi kolejną ofiarę Franka. Sądząc, że to kochanek Julii, Kirsty wchodzi do domu i poznaje prawdę. Frank nagle pożąda swej siostrzenicy. Przerażona Kirsty ucieka z kostką Franka i mdleje na ulicy.
Kurując się w klinice Kirsty kostką otwiera bramę do świata Cenobitów, gdzie ścigana jest przez groteskowe monstrum. Następnie ukazują jej się demoniczne postacie w czarnych szatach – Cenobici. Wyjaśniają jej, że kostka służy do ich wzywania i mogą wrócić jedynie z osobą, która ich wezwała, by poddać ją swym praktykom. Kirsty błaga ich, by ją oszczędzili w zamian za pokazanie, gdzie jest Frank. Cenobici przystają na jej propozycję.
Kirsty ucieka z kliniki, by wrócić do domu, gdzie chce wszystko powiedzieć Larry’emu. Kirsty nie chce wierzyć w zapewnienia Larry’ego, że zabił Franka i domaga się pokazania jego ciała. Julia pokazuje Kirsty na strychu zmasakrowane zwłoki, gdzie zjawiają się Cenobici żądni tego, który to zrobił. Kirsty myśląc, że chodzi o jej ojca ucieka im, ale drogę blokuje Julia. Do Kirsty dociera, że Larry to w rzeczywistości Frank, który zabił brata i zerwał z niego skórę. Frank zabija Julię i próbuje to zrobić z Kirsty. Dopada ją na strychu, gdzie nieświadomie przyznaje się do powrotu i sprowadza Cenobitów. Kirsty chce jak najszybciej opuścić dom, jednak Cenobici nie zamierzają rezygnować ze swych zamiarów wobec niej. Kirsty z pomocą kostki udaje się przepędzić Cenobitów. Przybyły Steve w ostatniej chwili wyciąga Kirsty z domu, który pod wpływem działań kostki, zaczyna się rozpadać.
Gdy Kirsty i Steve palą wszystko, pojawia się włóczęga, który zmienia się w smoczy szkielet i zabiera ze sobą kostkę, która trafia z powrotem na targ, czekając na kolejnego klienta.

## Obsada
- Clare Higgins – Julia Cotton
- Ashley Laurence – Kirsty Cotton
- Sean Chapman – Frank Cotton
  - Oliver Smith – Frank-potwór
- Andrew Robinson – Larry Cotton
- Robert Hines – Steve
- Doug Bradley – Główny Cenobita
- Nicholas Vince – Cenobita Chattering
- Simon Bamford – Cenobita Butterball
- Grace Kirby – Cenobitka
- Frank Baker – włóczęga / strażnik kostki
- James Hong – sprzedawca kostki

## Nagrody i nominacje
Nagrody Saturn 1988
- Najlepszy horror – nominacja
- Najlepsza muzyka (Christopher Young) – nominacja
- Najlepsza charakteryzacja – nominacja